# Nitin Gadkari
Nitin Jairam Gadkari (nascido em 27 de maio de 1957) é um político indiano de Maharashtra  que atua como 40º Ministro de Transporte Rodoviário e Rodovias no Governo da Índia desde 2014.  Ele também é o Ministro dos Transportes Rodoviários e Auto-estradas com mais tempo de serviço, estando actualmente no cargo há mais de dez anos, e é a única pessoa a servir numa única pasta durante três mandatos consecutivos.  Gadkari serviu anteriormente como presidente do Partido Bharatiya Janata (BJP) de 2009 a 2013. 
Atualmente, ele representa o distrito eleitoral de Nagpur na Lok Sabha e é advogado de profissão. Anteriormente, ele atuou como Ministro em vários departamentos, incluindo Recursos Hídricos e Desenvolvimento Fluvial, Transporte Marítimo, Desenvolvimento Rural e MPME. Ele é frequentemente referido como o "Homem da Via Expressa da Índia" pela mídia devido à sua iniciativa da Via Expressa Mumbai-Pune e suas contribuições para o desenvolvimento de vias expressas e outras infraestruturas rodoviárias.   O Fórum Económico Mundial reconheceu-o como o “pioneiro da parceria público-privada (PPP) no sector rodoviário”.  Durante o seu mandato como Ministro das Estradas e Transportes, a rede rodoviária indiana cresceu 59% em 9 anos. 

## Carreira política
Gadkari foi Ministro do Departamento de Obras Públicas (PWD) do Governo de Maharashtra de 1995 a 1999 e reestruturou-o de cima a baixo.  Ele atuou como presidente da unidade estadual de Maharashtra do BJP. 

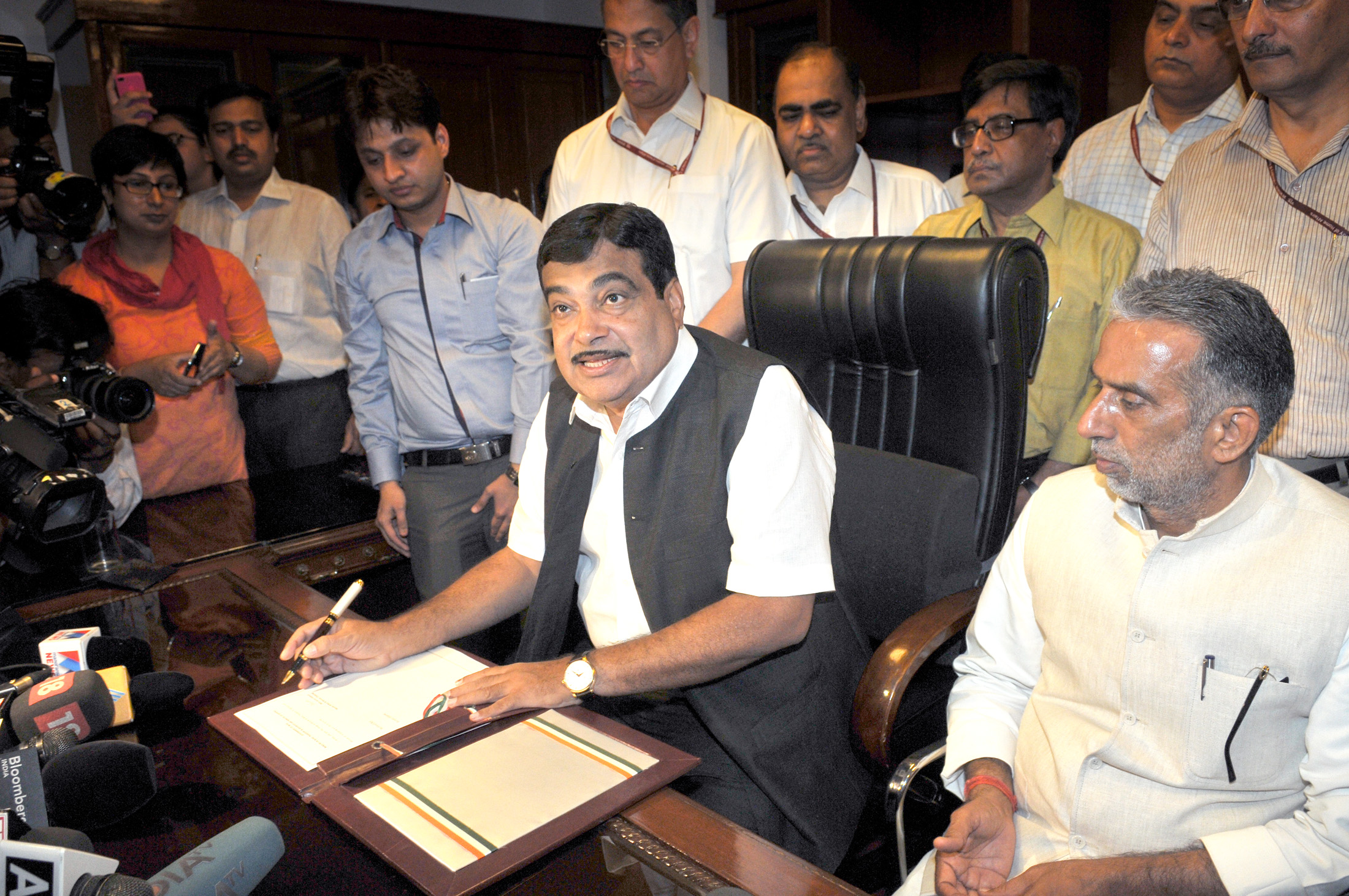
Gadkari assumindo o cargo de Ministro da União para Transporte Rodoviário, Rodovias e Navegação, em Nova Déli, em 29 de maio de 2014.

Gadkari tornou-se Ministro dos Transportes Rodoviários e Rodovias e Ministro da Navegação em maio de 2014.  Dos projetos paralisados que ele herdou, projetos no valor de ₹1 trillion (US$ 62,48 bilhões)  foram encerrados e outros no valor de ₹  350 bilhões (US$ 21,87 bilhões) foram colocados em nova licitação.  Ele aumentou o ritmo de criação de estradas no país de 2 km/dia para 16,5 km/dia no seu primeiro ano e até 21 km/dia no segundo ano e final de 2018 30 km/dia.  Ele reservou um montante de um por cento do total de projetos concedidos durante seu mandato, no valor de ₹2 trillion (US$ 124,95 bilhões) para árvores e embelezamento. 

### Eleição geral de 2024
Em março de 2024, ele foi anunciado como candidato do BJP de seu distrito eleitoral, Nagpur, nas eleições gerais de 2024.  Ele garantiu uma vitória decisiva pela terceira vez consecutiva, derrotando seu rival mais próximo no Congresso por uma margem de 137.603 votos.  